# Château de Chéry (Souvigny)
Le château de Chéry est édifice situé à Souvigny, en France.

## Localisation
Le château est situé sur le territoire de la commune de Souvigny, dans le département de l'Allier en région  Auvergne-Rhône-Alpes.

## Description
Le château de Chéry se développe sur les trois côtés d'une cour ouverte au nord. À l'est, la partie la plus ancienne a l'aspect d'un petit manoir, une tourelle d'escalier à vis en desservant les parties.

## Historique
Jean Patissier, maire de Besson, grand-père du député de l'Allier Sosthène Patissier, achète en 1797 le château, vendu comme bien national.
L'édifice est inscrit au titre des monuments historiques par arrêté du 25 avril 1975.